# Руза
Ру́за (рос. Руза) — місто в Московській області Росії, адміністративний центр Рузького району. Місто обласного підпорядкування.
Населення 13,2 тис. чол. (2009).
Розташований на річці Рузі, за 110 км на захід від Москви і за 22 км на північний захід від залізничної станції Тучково.

## Історія

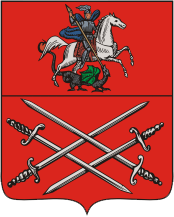
Герб (1781)

Місто відоме з XIV століття, і знаходилось початку знаходилось на території Звенигородського князівства. На початку XVI століття ввійшло в склад Московської держави. Руза була містом-фортецею; збереглися залишки земляних валів (де зараз розташований парк «містечко»). В 1618 році облога польсько-литовськими військами. В 1782 році Руза стала повітовим містом Московської губернії.

## Економіка
Розвинута харчова промисловість (хлібзавод, м'ясокомбінат, молокозавод, ликеро-горілчаний завод української компанії «Союз-Віктан»). Швейна і меблева фабрики, гудзикове виробництво. Працює друкарня.
Поблизу Рузи, в Дорохово, випускає побутову техніку виробничий комплекс компанії LG Electronics. В селищі Тучково — Рузька кондитерська фабрика (належить компанії Nestle).

## Пам'ятки архітектури
Воскресенський собор (початок XVIII століття), Покровська (1781), Дмитрівська (1792), Борисоглібська (1801) та ін. церкви. Краєзнавчий музей.
Живописні околиці Рузи є популярним місцем відпочинку.

## Фотогалерея

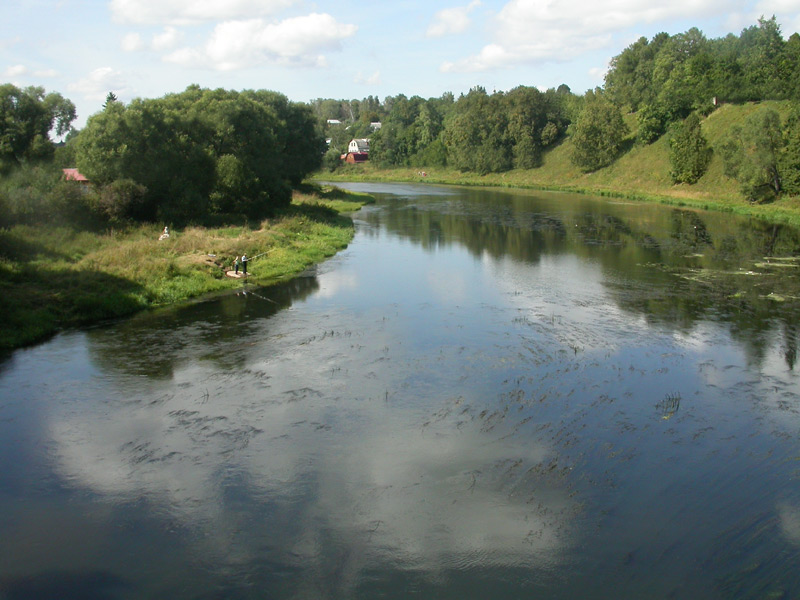
Вид на річку Рузу на території міста
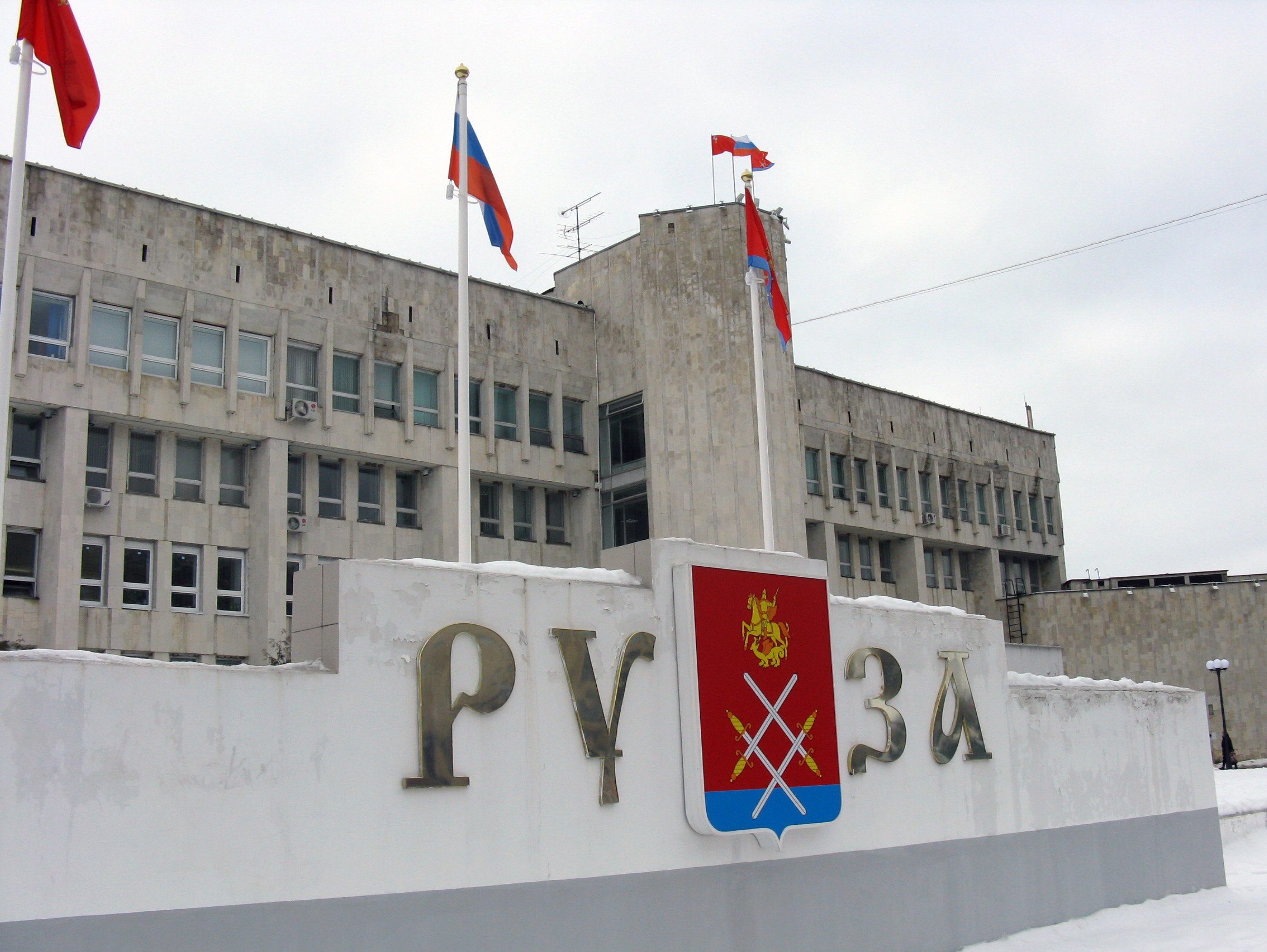
Адміністрація
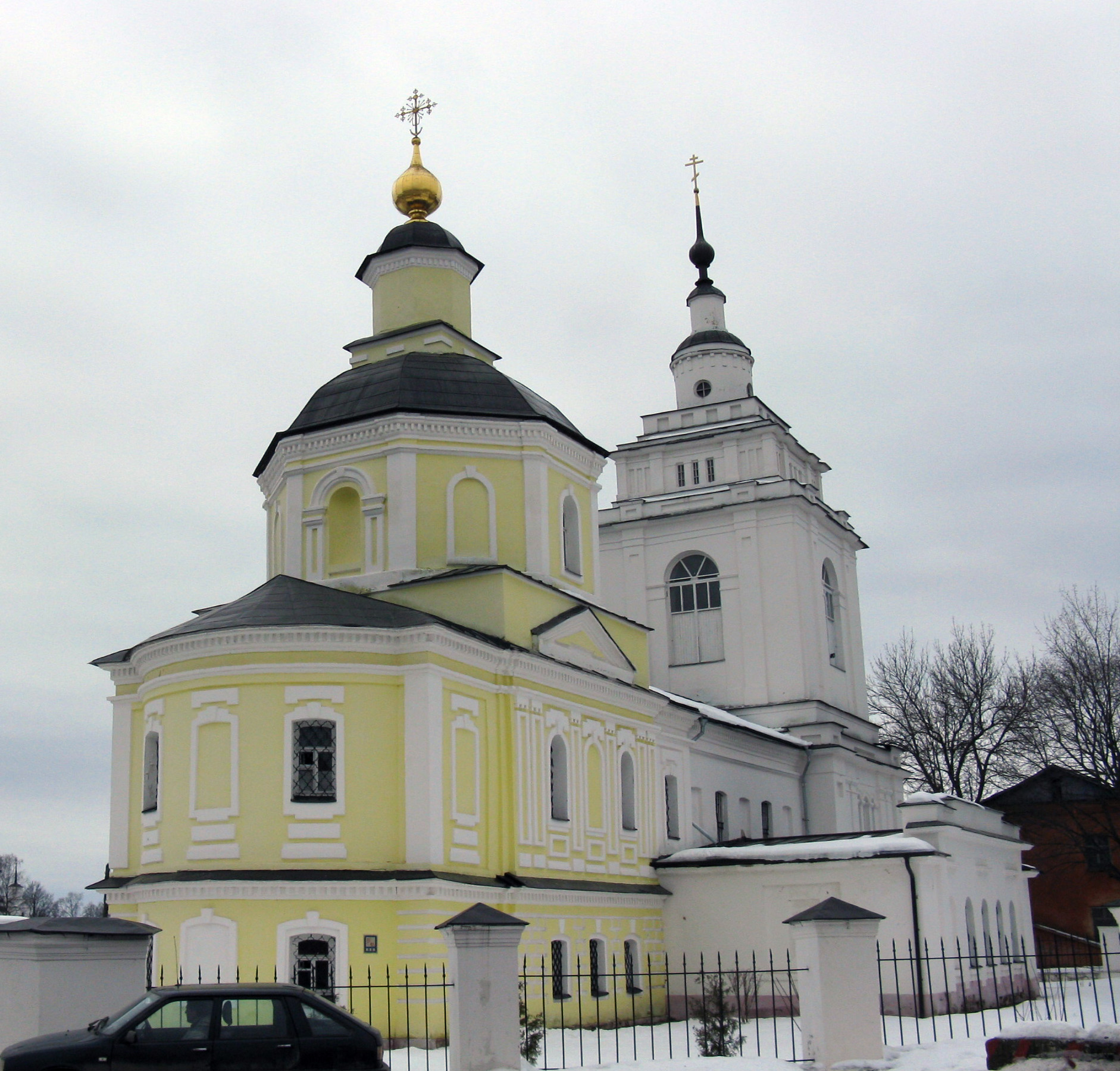
Покровська церква

## Цікаві факти
- Станом на 2009 рік, за даними прокурора Московської області Олександра Мохова, місто (разом з Балашихою і Митищами) входить в лідируючу трійку найкриміногенніших міст Підмосков'я[2]